# Стінна ящірка пелопонеська
Стінна ящірка пелопонеська (Podarcis peloponnesiacus)вид ящірок родини справжніх ящірок (Lacertidae). Один із 28 видів роду. Ендемік Греції. Вид охороняється Директивою Європейського Союзу 92/43/ЄС «Про збереження природних оселищ та видів природної фауни і флори». 

## Опис
Тіло сягає 8,5 см завдовжки, хвіст у двічі довший. Самці більші за самиць.

## Поширення
Ящірка є ендеміком Греції, де зустрічається лише на Пелопонеському півострові. Населяє біотопи середземноморського типу серед чагарників, пасовищ, орних угідь, у садах.

## Розмноження
Самці є територіальними під час шлюбного сезону і дуже агресивні в цей час. Самиці зазвичай відкладають дві кладки до шести яєць, в ущелинах або прихованих місцях. Через 6 тижнів яйця вилуплюються. Новонароджені сягають близько 3,5 см (1,4 дюйма) завдовжки.

## Охорона
Стан більшості природних популяцій виду в межах ареалу залишається більш-менш стабільним. Саме тому він, згідно Червоного списку МСОП, отримав охоронний статус «відносно благополучний вид. Але в окремих регіонах спостерігається тенденція до зниження чисельності популяції виду. Так, стінна ящірка пелопонеська охороняється Директивою Європейського Союзу 92/43/ЄС «Про збереження природних оселищ та видів природної фауни і флори» (Додаток IV. Види рослин і тварин, що становлять особливий інтерес для Європейського Союзу, які потребують суворих заходів охорони).